# Boise City
Boise City è un comune (city) degli Stati Uniti d'America e capoluogo della contea di Cimarron nello Stato dell'Oklahoma. La popolazione era di 1.266 abitanti al censimento del 2010. 

## Geografia fisica
Boise City è situata a 36°43′48″N 102°30′41″W (36.730115, -102.511419).
Secondo lo United States Census Bureau, ha un'area totale di 1,3 mi² (3,37 km²).

## Storia
Boise City fu fondata nel 1908 dai costruttori J. E. Stanley, A. J. Kline e W. T. Douglas (tutti impegnati nella Southwestern Immigration and Development Company di Guthrie) e che pubblicizzarono e distribuirono opuscoli che promuovevano la città come un elegante città alberata con strade asfaltate, numerose attività commerciali, servizio ferroviario e un pozzo artesiano. Vendettero 3.000 lotti ai compratori che scoprirono, al loro arrivo, che nessuna delle informazioni contenute nella brochure era vera. Oltre a usare pubblicità falsa, i tre uomini non avevano titolo per i lotti che vendevano. Stanley e Kline furono condannati per frode postale e inviati al penitenziario federale di Leavenworth, Kansas. Stanley e Kline scontarono due anni di mandato nel penitenziario. Douglas morì di tubercolosi prima di iniziare la sua condanna. Tuttavia, la città prese forma e fu incorporata il 20 luglio 1925.
L'Encyclopedia of Oklahoma History and Culture dice che l'origine del nome della città non è chiara, ma offre tre possibilità: (1) un capitano Boice che era un eroe nella guerra civile americana, (2) la città di Boise, Idaho, o (3) la Boise Cattle Company, che gestiva il bestiame nell'area. È stato ipotizzato nel documentario di Ken Burns, The Dust Bowl, che il nome della città fu scelto come parte della truffa originale per inferire una falsa immagine della città, poiché "boisé" in francese significa "boscoso".Secondo l'Encyclopedia of Oklahoma History and Culture, l'origine del nome della città non è chiara.
La prosperità di Boise City negli anni 1930, come quella della contea di Cimarron in generale, fu gravemente influenzata dalla sua posizione nel cuore della regione del Dust Bowl.
Boise City era la sede di un evento insolito durante la seconda guerra mondiale, quando fu bombardata per errore da un amichevole equipaggio dei bombardieri statunitensi durante l'allenamento. L'attentato avvenne il 5 luglio 1943, alle 12:30 circa da un bombardiere del Boeing B-17 Flying Fortress. Ciò accadde perché i piloti che eseguivano la pratica del bersaglio si disorientarono e scambiarono le luci attorno alla piazza come bersaglio. Nessuno rimase ucciso nell'attacco (solo le bombe furono usate e la piazza era deserta all'epoca), ma i piloti erano imbarazzati. Per il 50º anniversario dell'incidente, l'equipaggio del bombardiere venne invitato a Boise City, ma tutti i membri rifiutarono. L'ex radio-operatore, tuttavia, inviò un nastro audio che fu riprodotto durante la celebrazione.

## Società

### Evoluzione demografica
Secondo il censimento del 2010, la popolazione era di 1,266 abitanti.

### Etnie e minoranze straniere
Secondo il censimento del 2010, la composizione etnica della città era formata dal 77,96% di bianchi, lo 0,16% di afroamericani, lo 0,79% di nativi americani, lo 0,16% di asiatici, lo 0% di oceaniani, il 19,51% di altre razze, e l'1,42% di due o più etnie. Ispanici o latinos di qualunque razza erano il 28,28% della popolazione.